# James McConkey Robinson
James McConkey Robinson (* 30. Juni 1924 in Gettysburg, Pennsylvania; † 22. März 2016) war ein US-amerikanischer Theologe und Hochschullehrer.

## Leben
Robinson erlangte 1945 am Davidson College den B.A. und 1946 am Columbia Theological Seminary (an dem sein Vater William Childs Robinson Professor für Kirchengeschichte war) den Bachelor of Divinity. Dann ging er zum Promotionsstudium an die Universität Basel, wo er unter Anleitung Karl Barths eine Dissertation über Wilhelm Herrmann schrieb, aufgrund derer der 1952 zum Dr. theol. promoviert wurde. Im selben Jahr begann er als Assistenzprofessor für Biblische Theologie an der Emory University. 1955 erlangte er an der Princeton University mit einer von Otto Alfred Piper (1891–1982) betreuten Dissertation (1957 als The Problem of History in Mark  als Buch veröffentlicht) einen weiteren theologischen Doktorgrad. Seit 1958 zunächst an der Claremont School of Theology, wurde er 1964 Arthur Letts, Jr., Professor of Religion an der Claremont Graduate University in Claremont (Kalifornien). Dort war er 1968 Gründungsdirektor des Institute for Antiquity and Christianity. Er hielt diese Positionen bis zu seiner Emeritierung 1999. Stephen Lewis Emmel zählt sich zu seinen Schülern.
Robinson war Mitglied des Jesus-Seminars und stand in den 1950er Jahren gemeinsam mit Ernst Käsemann, Ernst Fuchs und anderen für die Neuformulierung der Frage nach dem historischen Jesus (englisch nach einer von Robinson geprägten Formulierung als the New Quest bekannt). Hieran schloss sich die Neue Hermeneutik an. Später veröffentlichte er bedeutende Beiträge zur Logienquelle Q und zu den Nag-Hammadi-Schriften  und war Herausgeber eines Großteils von dessen Schriften. Insbesondere legte er die Grundlagen für die Arbeit von John S. Kloppenborg über die Kompositionalität der Logienquelle Q, indem er sie dem Genre der antiken Weisheitslehrensammlung zuordnete.
Widerspruch erhielt er von William Lane Craig bezüglich seiner Ansichten über Jesus’ Erscheinen nach der Auferstehung. Robinson vertrat die Ansicht, dass Berichte über diese tatsächlich aus der Gnostik des zweiten nachchristlichen Jahrhunderts stammen. Nach Craig besteht aber kein Grund zu der Annahme, dass es sich dabei durchgehend um Beschreibungen leuchtender Erscheinungen gehandelt habe oder dass diese als nicht-körperlich interpretiert wurden.
1971 wurde Robinson in die American Academy of Arts and Sciences gewählt. Mehrere Universitäten, darunter die Johannes Gutenberg-Universität Mainz und die Universität Genf, zeichneten ihn mit Ehrendoktorwürden aus.

## Veröffentlichungen (Auswahl)
- The Problem of History in Mark. Studies in Biblical Theology. SCM, London 1957.
  - Das Geschichtsverständnis des Markus-Evangeliums (= Abhandlungen zur Theologie des Alten und Neuen Testaments 30). Zwingli, Zürich 1956.
- A New Quest of the Historical Jesus. Studies in Biblical Theology. SCM, London 1959.
  - Kerygma und historischer Jesus. Zwingli, Zürich 1960; 2. Auflage 1967.
- mit Helmut Koester: Trajectories Through Early Christianity. Philadelphia: Fortress, 1971. Reprinted, Eugene, OR: Wipf & Stock, 2006.
  - Entwicklungslinien durch die Welt des frühen Christentums. Mohr (Siebeck), Tübingen 1971, ISBN 3-16-131511-1.
- mit Stephen J. Patterson. The Fifth Gospel: The Gospel of Thomas Comes of Age. Harrisburg, PA: Trinity, 1998.
- The Gospel of Jesus: In Search of the Original Good News. Harper, San Francisco 2005.
  - Jesus und die Suche nach dem ursprünglichen Evangelium. Vandenhoeck & Ruprecht, Göttingen 2007, ISBN 978-3-525-57307-5.
- The Sayings Gospel Q: Collected Essays. Edited by Christoph Heil and Joseph Verheyden. Peeters, Leuven 2005. ISBN 90-5867-503-3[4]
- The Secrets of Judas: The Story of the Misunderstood Disciple and His Lost Gospel. Harper, New York 2006.
  - Das Judasgeheimnis. Ein Blick hinter die Kulissen. Vandenhoeck & Ruprecht, Göttingen 2007, ISBN 978-3-525-54125-8.
- Language, Hermeneutic, and History: Theology after Barth and Bultmann. Eugene, OR: Cascade Books, 2008.
- The Story of the Bodmer Papyri: From the First Monastery’s Library in Upper Egypt to Geneva and Dublin. Eugene, OR: Cascade Books, 2010.
- The Manichaean Codices of Medinet Madi. Eugene, OR: Cascade Books, 2013.
- The Nag Hammadi Story, Leiden, 2014.

## Herausgeberschaften
- The Future of Our Religious Past: Essays in Honor of Rudolf Bultmann. New York: Harper & Row, 1971.
- The Nag Hammadi Library in English. Leiden: Brill, 1977; 4th ed. 1996.
- mit Paul Hoffmann und John S. Kloppenborg: The Critical Edition of Q. Hermeneia Supplements. Minneapolis: Fortress, 2000.
- The Sayings Gospel Q in Greek and English.  Minneapolis: Fortress, 2002.
- Die Spruchquelle Q. Studienausgabe – Griechisch und Deutsch. Darmstadt: Wissenschaftliche Buchgesellschaft und Leuven (Belgien): Peeters Publishers, 2002, zweite Auflage 2007, dritte Auflage 2009, ISBN 978-3-534-26266-3